# Distichophyllum santosii
Distichophyllum santosii là một loài Rêu trong họ Hookeriaceae. Loài này được E.B. Bartram mô tả khoa học đầu tiên năm 1939.